# Championnats d'Europe de cyclisme sur route 1999
Navigation
Édition précédente Édition suivante
Les championnats d'Europe de cyclisme sur route 1999 se sont déroulés en août 1999, à Lisbonne au Portugal.

## Résultats
| Compétitions             | Or                | Argent           | Bronze           |
| Hommes - moins de 23 ans |                   |                  |                  |
| Course en ligne          | Michele Gobbi     | Luca Paolini     | Fabio Bulgarelli |
| Contre-la-montre         | Martin Cotar      | Charles Wegelius | Nicolas Fritsch  |
| Femmes - moins de 23 ans |                   |                  |                  |
| Course en ligne          | Tatiana Stiajkina | Oksana Saprykina | Nicole Brändli   |
| Contre-la-montre         | Tatiana Stiajkina | Nicole Brändli   | Ceris Gilfillan  |

## Tableau des médailles
| Rang  | Nation          | Or | Argent | Bronze | Total |
| ----- | --------------- | -- | ------ | ------ | ----- |
| 1     | Ukraine         | 2  | 1      | 0      | 3     |
| 2     | Italie          | 1  | 1      | 1      | 3     |
| 3     | Croatie         | 1  | 0      | 0      | 1     |
| 4     | Grande-Bretagne | 0  | 1      | 1      | 2     |
| 4     | Suisse          | 0  | 1      | 1      | 2     |
| 6     | France          | 0  | 0      | 1      | 1     |
| Total | Total           | 4  | 4      | 4      | 12    |